# NovaLogic
NovaLogic là một nhà phát triển và phát hành phần mềm thành lập vào năm 1985 và có trụ sở tại Calabasas, California. Công ty do Tổng giám đốc điều hành John A. Garcia sáng lập ra. Bối cảnh của Garcia trong phần mềm máy tính bắt đầu ở miền Nam California trong thập niên 1980, khi ông làm việc tại DataSoft.
Công ty đã phát triển từ một nhà phát triển game thùng nhỏ chuyển sang một nhà phát hành các tựa game phổ biến của chính họ. Công ty luôn được sở hữu tư nhân. Tuy nhiên, Electronic Arts là một cổ đông thiểu số.

## Lịch sử
Ban đầu, NovaLogic chỉ tham gia vào quá trình phát triển các phiên bản mới của những game được công bố trước đây, chẳng hạn như Bubble Bobble được chuyển thể sang PC vào năm 1987. Phần tiếp theo của Super Mario World, Super Mario's Wacky Worlds bị hủy bỏ trên hệ máy Philips CD-I do NovaLogi phát triển.
Năm 1994, NovaLogic thiết lập văn phòng châu Âu của họ ở London, Anh. Văn phòng này sau đó đã đóng cửa. Ba năm sau, NovaLogic đầu tiên ra mắt dịch vụ tổ chức đấu trực tuyến miễn phí của họ là NovaWorld. Dịch vụ này cho phép tạo những trận đánh lớn và theo dõi chỉ số. Sau khi phát hành một số trò chơi thành công lấy chủ đề về quân sự, công ty bắt đầu thành lập hãng NovaLogic Systems, Inc. (NLS) vào năm 1999, chuyên sản xuất chương trình mô phỏng huấn luyện dành cho quân đội Mỹ.
Tựa game ra mắt năm 2004 của công ty là Joint Operations: Typhoon Rising đã tuyên bố đạt kỷ lục thế giới dành cho game bắn súng góc nhìn thứ nhất (FPS) lớn nhất, nhưng nhanh chóng bị Sony Online Entertainment từ chối cho tựa game Planetside thường xuyên tổ chức hàng trăm người chơi trên một máy chủ duy nhất. Novalogic sau đó thay đổi lời tuyên bố "FPS lớn nhất mà không có một khoản phí đóng góp", mà người hâm mộ đáng kính của trò World War II Online đã lưu ý là không chính xác. Cuối cùng công ty quyết định chắc chắn danh hiệu lớn nhất FPS "chiến đấu hiện đại" mà không có tiền đóng.
Một năm sau, NovaLogic cho phát hành tựa game Delta Force: Black Hawk Down trên hệ máy Xbox, do hãng Climax Group phát triển, cho phép lên đến 50 người chơi tham gia vào phần chơi mạng, phá vỡ kỷ lục trận chiến nhiều người chơi lớn nhất vào thời điểm đó. Cùng năm đó, Novalogic đã bị Liên hiệp Phần mềm Doanh nghiệp Hoa Kỳ phạt 153,500$ sau khi một kiểm toán phát hiện ra việc họ sở hữu những bản sao không giấy phép các phần mềm của Adobe, Apple, Autodesk, FileMaker, Macromedia, Microsoft và Symantec.
Năm 2008, nhà phát hành MTR Soft đã tung tin tức về tựa game sắp tới của NovaLogic là Delta Force: Angel Falls (mặc dù vẫn chưa được NovaLogic công bố). Vào tháng 12 năm 2008, NovaLogic tuyên bố họ đã cắt đứt quan hệ với MTR Soft, do MTR sử dụng giấy phép để giành được kinh phí bổ sung. Cũng trong năm 2008, NovaLogic phát hành bản thử nghiệm alpha NovaWorld 2.0 mới có tính năng tốt hơn nhiều về hiệu suất và tính năng. Vào đầu năm 2009, NovaLogic cho phát hành Delta Force 10th Anniversary Collection (một bản gộp tất cả các phiên bản Delta Force chính thức, hướng dẫn sử dụng và đĩa CD soundtrack từ bản Delta Force: Black Hawk Down). Ngày 2 tháng 6, Delta Force: Xtreme 2 được phát hành đồng thời qua bán lẻ và trực tuyến thông qua phương thức tải về kỹ thuật số. Sau đó, vào ngày 18 tháng 8, Joint Operations: Combined Arms Gold được phát hành dưới dạng bản gộp gồm Joint Operations: Typhoon Rising và Joint Operations: Escalation còn gồm cả các tấm phác thảo khái niệm, nhạc nền và nhiều hơn nữa. 

## Game phát triển
- Delta Force: Task Force Dagger
- The Rocketeer
- Wolfpack
- Ultrabots
- F22 lightning

## Game phát triển và phát hành
Dưới đây là danh sách game do chính hãng NovaLogic phát triển và phát hành.

### Armored Fist
- Armored Fist (1995)
- Armored Fist 2 (30 tháng 9 năm 1997)
- Armored Fist 3 (30 tháng 9 năm 1999)

### Comanche Series
- LHX Attack Chopper (1990)
- Comanche: Maximum Overkill (1992)
  - Comanche: Global Challenge (1993)
  - Comanche: Over the Edge (1993)
  - Comanche CD (1994 Bản gộp)
- Comanche 2 (1995)
  - Comanche 2: Werewolf vs. Comanche (1996)
- Comanche 3 (1997)
- Comanche Gold (Tháng 5, 1998)
- Comanche 4 (12 tháng 11 năm 2001)

### Delta Force
- Delta Force (30 tháng 9 năm 1998)
- Delta Force 2 (Tháng 11, 1999)
- Delta Force: Land Warrior (Tháng 11, 2000)
  - Delta Force: Task Force Dagger (Tháng 6, 2002)
- Delta Force: Urban Warfare (Tháng 7, 2002)
- Delta Force: Black Hawk Down (Tháng 3, 2003)
  - Delta Force: Black Hawk Down: Team Sabre (20 tháng 1 năm 2004)
- Delta Force Xtreme (2005)
- Delta Force: Xtreme 2 (2 tháng 6 năm 2009)
- Delta Force: Angel Falls (TBA)

### Mô phỏng máy bay chiến đấu
- F-22 Lightning II (1996)
- F-22 Raptor (1997)
- F-16 Multirole Fighter (1998)
- MiG-29 Fulcrum (1998)
- F-22 Lightning 3 (1999)

### Joint Operations
- Joint Operations: Typhoon Rising (2004) (PC)
  - Joint Operations: Escalation (17 tháng 11 năm 2004)
  - Joint Operations: Combined Arms (10 tháng 10 năm 2005 Bản gộp)
  - Joint Operations: Combined Arms Gold (18 tháng 8 năm 2009 Bản gộp)

### Mô phỏng phi thuyền vũ trụ
- Tachyon: The Fringe (Tháng 3, 2000)